# Nellie, Ohio
Nellie là một làng thuộc quận Coshocton, tiểu bang Ohio, Hoa Kỳ. Năm 2010, dân số của làng này là 131 người.

## Dân số
- Dân số năm 2000: 134 người.
- Dân số năm 2010: 131 người.